# Neuhaus (Scheidegg)
Neuhaus (ⓘ, westallgäuerisch: Neihaus) ist ein Gemeindeteil des Markts Scheidegg im bayerisch-schwäbischen Landkreis Lindau (Bodensee).

## Geographie
Das Dorf liegt circa fünf Kilometer südlich des Hauptorts Scheidegg und zählt zur Region Westallgäu. Nördlich des Orts befindet sich Scheffau. Im Süden verläuft der Kesselbach und im Osten die Rothach, die beide jeweils die Grenze zu Vorarlberg bilden. Nördlich des Orts befindet sich der Gletschertopf Scheffau.

## Geschichte
Neuhaus wurde urkundlich erstmals im Jahr 1783 erwähnt. Beim Ort dürfte es sich um eine Ausbausiedlung von Scheffau handeln, die schon längere Zeit vor der Ersterwähnung existierte. 1818 gehörten vier Güter dem Gericht Kellhöfe an. 1875 wurden 16 Häuser bzw. 12 Wohngebäude im Ort gezählt. 1972 wurde Neuhaus als Teil der Gemeinde Scheffau nach Scheidegg eingemeindet.

## Persönlichkeiten
- Michael Pfanner (* 1955), Archäologe und Restaurator[3]
- Nikolaus Pfanner (* 1956), Medizinforscher, ausgezeichnet mit dem Gottfried-Wilhelm-Leibniz-Preis[3]